# Schönaualm (Oberaudorf)
Die Schönaualm ist eine Alm im Ortsteil Niederaudorf der Gemeinde Oberaudorf.
Die Almhütte und die Baywahütte auf der Schönaualm stehen unter Denkmalschutz und ist unter den Nummern D-1-87-157-96 und D-1-87-157-98 in die Bayerische Denkmalliste eingetragen.

## Baubeschreibung
Die sogenannte Christophalm ist ein Massivbau mit Satteldach und Rundbogenöffnungen und wurde etwa 1750 errichtet.
Die Baywahütte ist ein Massivbau mit Schopfwalmdach und verschindeltem Giebelfeld und wurde ebenfalls um 1750 erbaut.

## Heutige Nutzung
Die Schönaualm ist eine Gemeinschaftsalm und wird landwirtschaftlich genutzt.

## Lage
Die Schönaualm liegt im Mangfallgebirge nördlich des Großen Traithen im Skigebiet am Sudelfeld auf einer Höhe von 1240 m ü. NN.